# Dschavanrud (Verwaltungsbezirk)
Dschavanrud (persisch شهرستان جوانرود) ist ein Schahrestan in der Provinz Kermanschah im Iran. Er enthält die Stadt Dschavanrud, welche die Hauptstadt des Verwaltungsbezirks ist.

## Kreise
- Zentral (بخش مرکزی)

## Demografie
Bei der Volkszählung 2016 betrug die Einwohnerzahl des Schahrestan 75.169. Die Alphabetisierung lag bei 82 Prozent der Bevölkerung. Knapp 72 Prozent der Bevölkerung lebten in urbanen Regionen.
| Zensusjahr | Einwohnerzahl |
| ---------- | ------------- |
| 2011       | 71.235        |
| 2016       | 75.169        |